# Kanton Saint-Bonnet-de-Joux
Kanton Saint-Bonnet-de-Joux (francouzsky Canton de Saint-Bonnet-de-Joux) je francouzský kanton v departementu Saône-et-Loire v regionu Burgundsko. Tvoří ho osm obcí.

## Obce kantonu
- Beaubery
- Chiddes
- Mornay
- Pressy-sous-Dondin
- Saint-Bonnet-de-Joux
- Sivignon
- Suin
- Verosvres